# Pimpla cyclostigmata
Pimpla cyclostigmata är en stekelart som beskrevs av Statz 1936. Pimpla cyclostigmata ingår i släktet Pimpla och familjen brokparasitsteklar. Inga underarter finns listade i Catalogue of Life.